# وي ويان
وي ويان (بالصينية: 吴伟) (10 مارس 1983 بتيانجين في الصين - ) هو لاعب كرة قدم صيني في مركز الدفاع. لعب مع جيجيانغ غرينتاون ونادي غويزهو رينهي.